# 黑點普提魚
黑點普提魚，又稱黑點狐鯛，為輻鰭魚綱鱸形目隆頭魚亞目隆頭魚科的其中一種，分布於西澳大利亞海域，棲息深度100-250公尺，體長可達43.5公分，棲息在沙石底質海域，生活習性不明。

## 擴展閱讀
維基物種上的相關：黑點普提魚